# Raincoat
Raincoat (hindi: रेनकोट) ist ein indischer Spielfilm von Rituparno Ghosh aus dem Jahr 2004. Der Film ist in Deutschland auf DVD unter dem Titel Monsun der Liebe erschienen.

## Handlung
Manoj ist ohne Einkommen und kommt aus Bhagalpur in Bihar nach Kolkata. Mit Hilfe seines Freundes Alok, einem Produzenten von Fernsehserien, und dessen Frau Shila, bei denen er unterkommt, möchte er ehemalige Schulfreunde um finanzielle Unterstützung für seine geplante Selbständigkeit bitten. Nachdem er einige seiner Freunde mit Erfolg besucht hat, möchte er auch seine Ex-Verlobte Niru treffen, die sich von ihm für die Ehe mit einem reicheren Mann getrennt hatte.
Im strömenden Regen mit einem von Shila geliehenen Regenmantel begibt er sich zu ihr. Erst nach längerem Klingeln öffnet sie und es entfaltet sich eine lange Unterhaltung, während der Niru von ihrem geschäftlich erfolgreichen Mann und ihrem gelangweilten Hausfrauendasein im Luxus erzählt. Manoj stellt sich ihr gegenüber ebenfalls als erfolgreich dar, wobei er sich bei seinen Angaben bei der Lebenssituation seines Freundes Alok bedient und sich als Fernsehserienproduzent gibt.
Als Niru mit Manojs Regenmantel außer Haus geht, um etwas zu essen für Manoj zu holen, öffnet er die Fensterläden und lässt einen Mann in die Wohnung der sich schließlich als der Vermieter herausstellt. Er erzählt Manoj, dass Niru und ihr Mann bereits seit Monaten die Miete schulden und kurz vor dem Rausschmiss stehen. Sie seien völlig verarmt und die gesamte Wohnungseinrichtung gehöre einer Möbelfirma, der sie das Wohnzimmer zum Unterstellen von Möbeln untervermietet haben. Manoj ist schockiert. Er bezahlt mit dem bei seinen Freunden eingetriebenen Geld, 12.000 Rupien, drei Monatsmieten für Niru und bittet um Milde für sie.
Auch nachdem Niru zurück ist, setzen beide ihre Lügen über ihre Lebenssituation fort. Manoj hinterlässt ihr eine Nachricht, dass er die Miete bezahlt hat. Am nächsten Tag gibt Shila Manoj einen Briefumschlag, den sie im Regenmantel gefunden hat. Niru hat ihm ihre goldenen Armreife überlassen, da sie Manojs Bittbrief an seine Freunde im Regenmantel gefunden hatte.

## Auszeichnungen
- National Film Awards 2005
  - Bester Film in Hindi
- Zee Cine Awards 2005
  - Kritikerpreis/Beste Hauptdarstellerin – Aishwarya Rai
- Internationales Filmfestival Karlovy Vary 2005
  - nominiert für den Kristallglobus – Rituparno Ghosh
- Filmfare Awards 2005
  - nominiert für Beste Hauptdarstellerin – Aishwarya Rai